# Keisuke Nozawa
Keisuke Nozawa (ur. 7 czerwca 1991) – japoński lekkoatleta specjalizujący się w biegach płotkarskich.
W 2013 startował na uniwersjadzie w Kazaniu, podczas której zajął 6. miejsce. Trzy miesiące później zdobył brąz na 400 metrów przez płotki oraz srebro w sztafecie 4 × 400 metrów podczas igrzysk Azji Wschodniej w Tiencinie.
Rekordy życiowe: bieg na 400 metrów przez płotki – 48,62 (15 sierpnia 2016, Rio de Janeiro).

## Osiągnięcia
| Rok  | Impreza                  | Miejsce        | Konkurencja                     | Pozycja    | Wynik   |
| ---- | ------------------------ | -------------- | ------------------------------- | ---------- | ------- |
| 2013 | Uniwersjada              | Kazań          | bieg na 400 metrów przez płotki | 6. miejsce | 50,15   |
| 2013 | Uniwersjada              | Kazań          | sztafeta 4 × 400 metrów         | 5. miejsce | 3:06,58 |
| 2013 | Igrzyska Azji Wschodniej | Tiencin        | bieg na 400 metrów przez płotki | 3. miejsce | 50,61   |
| 2013 | Igrzyska Azji Wschodniej | Tiencin        | sztafeta 4 × 400 metrów         | 2. miejsce | 3:07,32 |
| 2016 | Igrzyska olimpijskie     | Rio de Janeiro | bieg na 400 metrów przez płotki | półfinał   | 49,20   |